# آموزگاران (مانوی)
آموزگاران یا فریستگان بلندمرتبه‌ترین رده دینی مانویان بودند که همیشه تعداد آنان دوازده نفر بود. اینان خلفای مانی و نمایندگان وی پس از مرگش قلمداد می‌شدند.